# Uanham jezik
Uanham jezik (privatni kod: ite-wan) huanham, wanyam, abitana-wanyam, abitana-wañám, abitana-huanyam), izumrli jezik koim su govorili istoimeni Indijanci Abitana-Waninân iz zapadnog Brazila. Bio je srodan jezicima itene, chapacura, quitemoca, cujuna, cumana i mataua, te (danas možda) jedinom preživjelom jeziku pakaásnovos, s kojima je pripadao porodici čapakura.

## Rječnik
Portugalski, Abitana, Hrvatski
- língua, kapiyakati, jezik
- dente, yititai, zub
- água, kum, voda
- fogo, itsä, vatra
- sol, mapirú, sunce
- estrela, piú, zvijezda
- arco, parú, luk (oružje)
- onça, kinam, jaguar
- milho, mapa:k, kukuruz[2]

Abitana mu je dijalekt.

## Vanjske poveznice
- Itene Ethnologue (14th)